# بارنتون-سل
بارنتون-سل (به فرانسوی: Barenton-Cel) یک کمون (فرانسه) در فرانسه است که در ان (ا-دو-فرانس) واقع شده‌است. بارنتون-سل ۶٫۶۹ کیلومتر مربع مساحت دارد.